# Åke Lindsten
Åke Lindsten, född 17 juni 1921 i Stockholm, död 5 maj 1994 i Stockholm, var en svensk revisor och politiker. Han var mångårig aktivist i bland annat Nysvenska rörelsen, periodvis ordförande inom Sveriges Nationella Förbund och under 1970-talet sekreterare i Svensk-Chilenska Sällskapet. Enligt vissa uppgifter skall Lindsten i mars 1940 ha uppmanat Nils Flyg (ledaren för det nazistiska Socialistiska partiet) att anstifta en statskupp med hjälp av den svenska frivilligkåren till Finland. 1978 och 1979 företrädde Lindsten den svenska avdelningen av World Anti-Communist League vid organisationens kongresser i Washington, D.C. respektive Asunción.
Tobias Hübinette tog med Lindsten i sin lista på Svenska frivilliga i Waffen-SS.